# Werner Prinz
Werner Prinz (* 1941 in Wolfsbach, Niederösterreich) ist ein österreichischer Schauspieler und Theaterregisseur.

## Leben
Werner Prinz studierte von 1963 bis 1968 in Wien Jura, Germanistik und Medizin. Später nahm er Schauspielunterricht. Zusammen mit den Regisseuren Dieter Berner und Wolfgang Quetes leitete er das Theater der Courage in Wien, 1972 erhielt er mit Berner und Quetes den Förderungspreis zur Josef-Kainz-Medaille der Stadt Wien für Regie.
Von 1976 bis 1979 war er als Schauspieler am Staatstheater Kassel engagiert, anschließend am Nationaltheater Mannheim und am Theater Basel. Von 1983 bis 2006 war er Ensemblemitglied am Wiener Volkstheater. Gastspiele führten ihn unter anderem an das Schauspielhaus Zürich, das Staatstheater Stuttgart, das Renaissancetheater Berlin, das Salzburger Landestheater und  das Stadttheater Klagenfurt.
Seit 1989 inszeniert er am Waldviertler Hoftheater, weitere seiner Inszenierungen waren unter anderem am Stadttheater Klagenfurt, am Pfalztheater Kaiserslautern, am Landestheater Niederösterreich, am Renaissancetheater Berlin und bei den Schloss-Spielen Kobersdorf zu sehen.
In der Fernsehserie Julia – Eine ungewöhnliche Frau verkörperte er von 1999 bis 2003 die Rolle des Kaspar Lehofer.

## Filmografie (Auswahl)
- 1968: Reiterattacke
- 1969: Juno und der Pfau
- 1969: Schwester Bonaventura
- 1970: Fall Regine Krause
- 1972: Wildwechsel
- 1981: Guerre en pays neutre
- 1985: Der Sonne entgegen (Fernsehserie, zwei Episoden)
- 1986: Geblendeter Augenblick – Anton Weberns Tod
- 1986: Lenz oder die Freiheit
- 1987: Lebenslinien – Marlene – Der amerikanische Traum
- 1988: Der jüngste Tag
- 1988: Il treno di Lenin
- 1988: Trostgasse 7 – eine Kindheit in Wien 1934–1938
- 1990: Requiem für Dominik
- 1990: Tatort: Seven Eleven
- 1994: Der Mann von La Mancha
- 1994: Kommissar Rex – Endstation Wien
- 1998–1999: Medicopter 117 – Jedes Leben zählt (Fernsehserie, zwei Episoden)
- 1998: Die Neue – Eine Frau mit Kaliber – Die schwarze Maria
- 1998: Die Siebtelbauern
- 1999–2003: Julia – Eine ungewöhnliche Frau
- 1999: Kommissar Rex – Priester in Gefahr
- 1999: Schlosshotel Orth – Klassentreffen
- 2000: Heller als der Mond
- 2001: Die Windsbraut
- 2001: Tatort: Nichts mehr im Griff
- 2001: Tatort: Tödliche Tagung
- 2002: Die Dickköpfe
- 2002: Ich gehöre dir
- 2002: Regentage
- 2002: Schneemann sucht Schneefrau
- 2003: Schwabenkinder
- 2004: Der Bauer als Millionär
- 2004: Die Rückkehr des Tanzlehrers
- 2004: Tatort: Der Wächter der Quelle
- 2006: Eden
- 2006: SOKO Kitzbühel – Der Lodenkönig
- 2007: Der geköpfte Hahn
- 2007: Die Rosenkönigin
- 2007: SOKO Leipzig – Im Schatten des Adlers
- 2008: Das Geheimnis des Königssees
- 2008: Das jüngste Gericht
- 2008: Die Liebe ein Traum
- 2008: Echte Wiener – Die Sackbauer-Saga
- 2008: SOKO Donau – Mörderisches Geheimnis
- 2008: Und ewig schweigen die Männer
- 2009: Detektiv wider Willen
- 2009: Tannöd
- 2010: Der Winzerkönig – Die Reise
- 2010: Seine Mutter und ich
- 2010: Vier Frauen und ein Todesfall – Baumsterben
- 2011: Das Glück dieser Erde – Die Entscheidung
- 2011: Das Mädchen auf dem Meeresgrund
- 2011: Die Rosenheim-Cops – Teufel in Weiß
- 2012: Oma wider Willen
- 2015: K-10 Stunden Angst
- 2015: Tatort: Deckname Kidon
- 2015: Vanessa
- 2016: Bergfried
- 2016: Mein Fleisch und Blut
- 2016: Pokerface – Oma zockt sie alle ab
- 2016: SOKO Donau – Ausgeklinkt
- 2018: SOKO Donau – Lange Schatten
- 2019: Prost Mortem – Die letzte Runde